# Mühlenteich (Förste)
Koordinaten: 51° 44′ 34″ N, 10° 11′ 2,2″ O

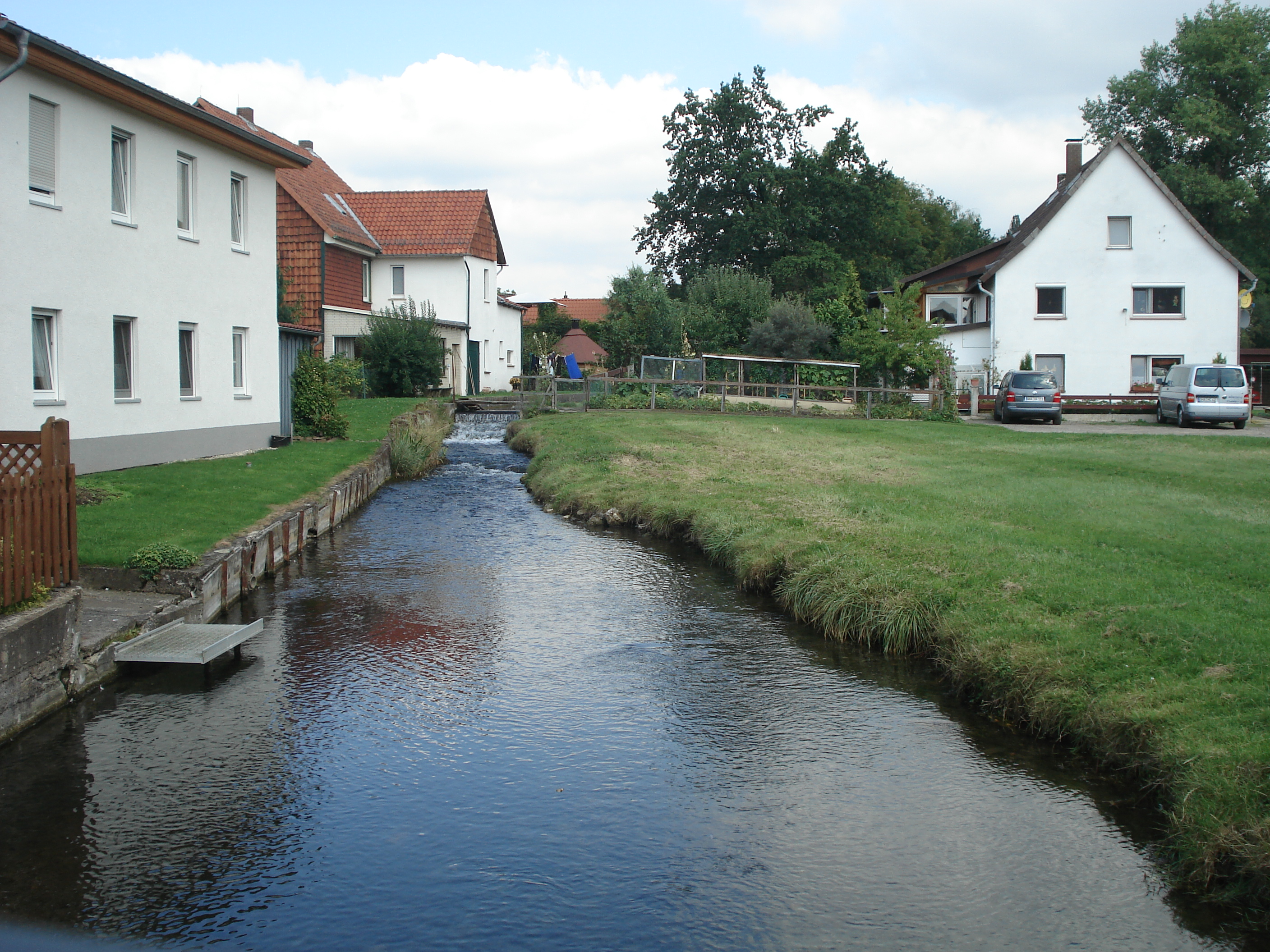
Abfließender Salzgraben in Förste

Der Mühlenteich oder auch Großer Mühlenteich ist eine Karstquelle beim Dorf Förste im niedersächsischen Osterode am Harz.

## Lage
Der Mühlenteich befindet sich am nordöstlichen Ortsrand von Förste in einem kleinen Park. Er ist die größte von 35 Karstquellen im Ortsgebiet. Der abfließende Bach der Quellen fließt über den Salzgraben in die Alte Söse. Am Mühlenteich endete bis 2014 der in Pölsfeld beginnende Karstwanderweg. Seit April 2014 führt er weiter zum HöhlenErlebnisZentrum an der Iberger Tropfsteinhöhle bei Bad Grund.

## Daten
Die Karstquelle schüttet im Durchschnitt 380 Liter Wasser pro Sekunde aus. Früher trieb sie sogar mehrere Mühlen an. Das Quellwasser des Teiches hat einen niedrigen Sauerstoff- und hohen Steinsalzgehalt von 3,6 Gramm pro Liter. Seine geringen Schüttungsschwankungen deuten auf ein geologisch sehr junges Alter hin.

## Weitere Quellen im Ort
- Zellmannsteich (50–60 l/s)
- Irisquelle (8 l/s)
- Grafenquelle (5 l/s)
- Kalkschlammquelle (4 l/s)
- Quellen bei Brandt (3 l/s)
- Bartelsquelle  (1 l/s)
- Zehnthofquelle (0,5 l/s)

## Nutzung der Quellen
Seit den 1960er Jahren werden die Quellen balneologisch genutzt. Die chloridischen Wasser werden zu Heilzwecken genutzt, die anderen wurden bis 2022 als Mineralwasser (Förster Grafenquelle) abgefüllt. Die Mineralwasserversorgung erfolgte aus Bohrungen. Diese haben ebenfalls stark salzhaltiges Wasser erschlossen.

## Herkunft des Wassers
Die von Norden in der Tiefe unter dem Sösetal zuströmende, salzbeladene Wasser werden an einer wasserundurchlässigen Querverwerfung zum Aufstieg gezwungen. Sie haben bevorzugt die Gesteinsdecke in einer Schwächezone angelöst und treten in Förste nun zutage. Kontrastwasseruntersuchungen wiesen nach, dass Wasser auch aus der Beiersteinsenke zeitweilig den Quellen zufließt.